# 8 Noyabr (metropolitana di Baku)
8 Noyabr è una stazione della Linea 3 della Metropolitana di Baku.
È stata inaugurata il 29 maggio 2021.